# 新亨普斯特德 (紐約州)
新亨普斯特德（英語：New Hempstead）是位於美國紐約州羅克蘭縣的村。

## 人口
根據2020年美國人口普查的數據，新亨普斯特德的面積為7.39平方千米，當中陸地面積為7.36平方千米，而水域面積為0.03平方千米。當地共有人口5463人，而人口密度為每平方千米739人。